# Ласи, Луис Роберто де
Бригадный генерал Луис Роберто де Ласи (исп. Luis Lacy y Gautier; 11 января 1775, Сан-Роке, Андалусия — 4 июля 1817, Замок Бельвер) —  испанский генерал, служивший в испанской и французской армиях.
Он играл видную роль во время Пиренейских войн и занимал ряд высших военных должностей, но был казнён в 1817 году за руководство неудавшимся восстанием против правительства Фердинанда VII. В 1820 году кортесы (испанский парламент) объявили его героем испанской демократии.

## Семья
Луис Роберто де Ласи родился 11 января 1775 года в Сан-Роке, в семье подполковника Патрика де Ласи, офицера полка Ultonia (Hibernia), иностранного подразделения испанской армии. Патрик умер до 1785 года, а его жена Антония вышла замуж за Жана Готье, ещё одного офицера из того же полка.
Его дед, генерал Патрик де Ласи-и-Гулд (1678-?), происходил из Лимерика; наряду со многими другими его родственниками он был частью ирландской диаспоры, осевшей в Испании после событий 1691 года, известных как полёт «диких гусей». Его брат, Пётр Ласси (1678-1751), был генералом русской императорской армии, чей сын, граф Франц Мориц фон Ласси (1725-1801), стал австрийским фельдмаршалом. Сам Патрик поселился в Барселоне и командовал полком Ultonia во время войны за испанское наследство с 1701 по 1714 год.
Дядя де Ласи, Френсис Энтони де Ласи (1731–1792), в 1779–1783 годах командовал испанскими войсками во время осады Гибралтара, а затем служил посланником в Швеции и России. Он был возведён в звание рыцаря ордена Карлоса Тесеры и назначен генерал-капитаном Каталонии в 1789 году. Его тётя вышла замуж за Джорджа Брауна (Юрия Броуна), ещё одного ирландского изгнанника, который был генерал-губернатором Лифляндской губернии в России.
Во время службы в Имперской французской армии де Ласи находился в Кемпере, Бретань, где встретил Эмилию Гермер. Её семья роялистов не одобряла её отношения с офицером армии Наполеона, но она отправилась вместе с де Ласи, когда его подразделение было переведено в Голландию. У них, очевидно, был ребенок, но после 1807 года никаких упоминаний о ней не найдено.

## Служба в Королевской испанской армии; 1785-1803
Де Ласи был записан в полк Ultonia, когда ему было 10 лет, хотя его возраст указан как 13, чтобы удовлетворить минимальным требованиям. Покупка военных званий для детей не была чем-то необычным, поскольку это считалось частной инвестицией и зачастую использовались для выплаты пенсий детям-сиротам. Хотя к настоящему времени Ultonia больше не был «ирландским» полком, многие из его офицеров были потомками ирландцев, родившимися уже в Испании, включая его дядю Френсиса и несколько двоюродных братьев.
В 1789 году де Ласи присоединился к экспедиции в Пуэрто-Рико в сопровождении отчима. Судя по всему, они рассорились, и по возвращении де Ласи отправился в Порту, Португалия, намереваясь сесть на корабль до Молуккских островов, однако отчим вернул его домой.
После повышения в звании до капитана он принял участие в войне в Пиренеях против Франции, которая закончилась в апреле 1795 года заключением договора в Базеле. В 1799 году де Ласи был направлен на Канарские острова, где он сражался на дуэли с местным генерал-капитаном. Несмотря на то, что его перевели в Иерро, их вражда продолжилась; в результате он был судим военным судом и приговорён к одному году в королевской тюрьме в Консепсьон-Арсенал в Кадисе.

## Служба в Имперской армии; 1803-1808

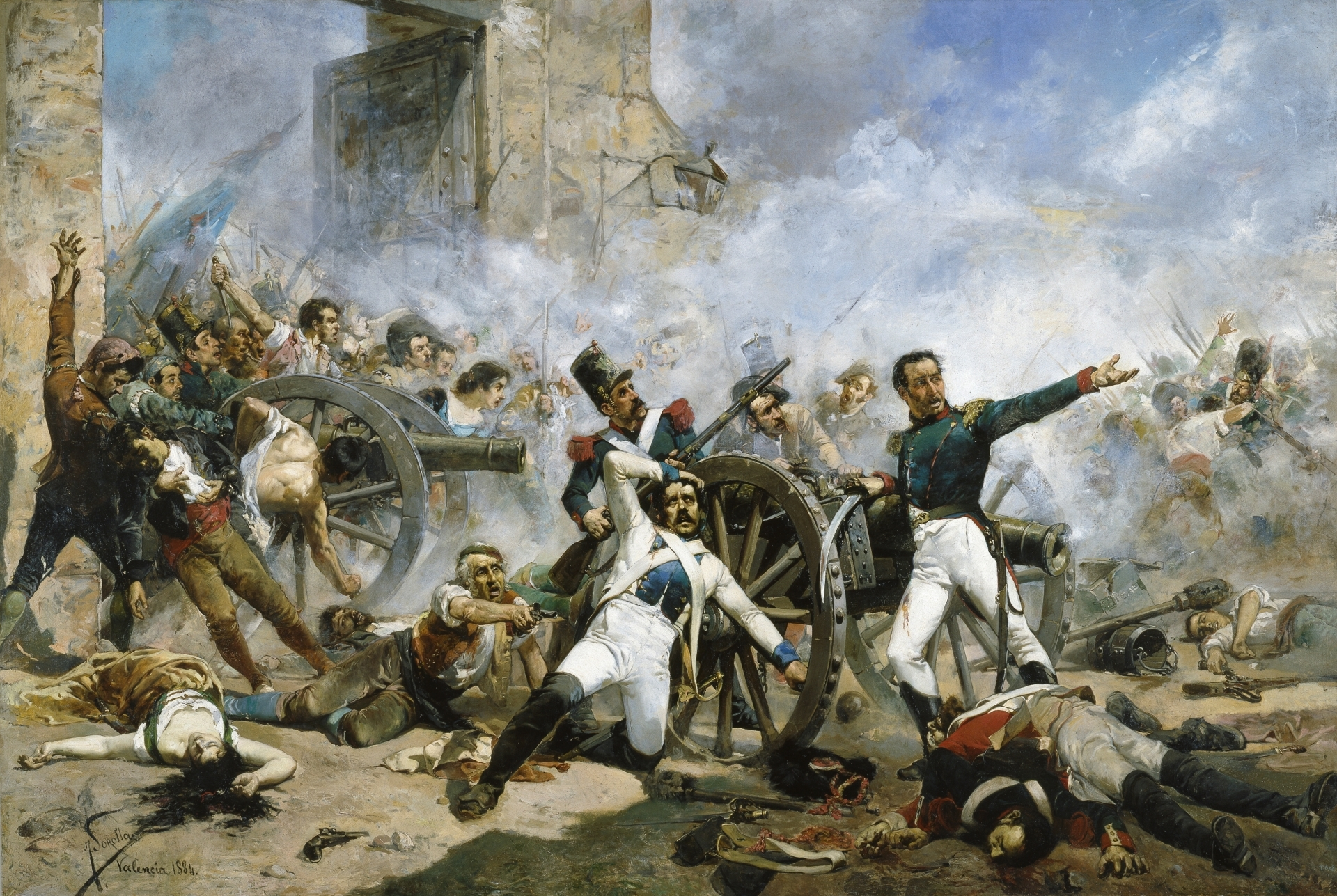
Отречение Фердинанда VII в 1808 году привело к Мадридскому восстанию

Судя по всему, тюремщики считали его психически неуравновешенным. В результате де Ласи был лишён звания и возможности вновь поступить на службу в испанскую армию. Он переехал во Францию, чтобы продолжить свою карьеру, и был назначен капитаном в Ирландский легион, являвшийся частью французской армии, сформированный в Бретани и предназначенный для поддержки ирландского восстания. Хотя многие из его офицеров были ирландскими изгнанниками или ирландского происхождения, как де Ласи, рядовые были в основном поляки.
Когда предполагаемое восстание так и не произошло, легион был отправлен в Нидерланды, где оставался до окончания войны третьей коалиции в 1806 году. Де Ласи был назначен комендантом второго батальона, который участвовал во французском вторжении в Португалию в 1807. В марте 1808 года Карл IV отрёкся от престола в пользу своего сына Фердинанда, которого в мае заменил Жозеф Бонапарт.
Де Ласи прибыл в Мадрид незадолго до Мадридского восстания в мае 1808 года; он дезертировал и был восстановлен в испанской армии в качестве полковника полка Burgos.

## Служба в испанской армии; 1808-1814
В июле 1809 года де Ласи получил под командование Исла-де-Леон, важную оборонительную позицию в Кадисе, где находилась Верховная центральная хунта, правившая Испанией в отсутствие Фердинанда. Он руководил 1-й дивизией в битве при Оканье 19 ноября 1809 года; разгром испанской кавалерии под командованием Мануэля Фрейре де Андраде подверг его дивизию фланговой атаке, в результате которой она почти полностью была уничтожена. Второе поражение в Альба-де-Тормес 29 ноября лишило испанцев возможности противостоять французам в открытом бою, и они прибегли к партизанской тактике.
Хотя Кадис был осаждён французами с февраля 1810 года по август 1812 года, поддержка Королевского флота позволяла хунте направлять из города небольшие десантные экспедиции, предназначенные для усиления сопротивления в других местах. Де Ласи руководил высадкой в Альхесирасе, Ронде, Марбелье и Уэльве, и, хотя он не мог их удержать, действия испанцев заставляли французов распылять свои ресурсы. В марте 1811 года войска де Ласи поддержали англо-испанскую попытку прорыва осаду Кадиса, и хотя битва при Барросе окончилась уверенной победой союзников, из-за ошибок командования осада продолжалась.
После потери Таррагоны в июне 1811 года де Ласи заменил маркиза Камповерде на посту генерал-капитана Каталонии (эту должность занимал его дядя Френсис с 1789 по 1792 год). Усилия французов по захвату Валенсии ослабили их в других местах и обеспечили испанцам возможности для ведения партизанской войны. Де Ласи провёл серию вторжений во французские департаменты Верхней Гаронны и Арьежа, что заставило французов отправлять туда подкрепление.
Большинство крупных городов, включая Барселону, Таррагону и Лериду, оставались в руках французов, и в начале 1812 года Наполеон сделал Каталонию частью Франции. Сосредоточение внимания на партизанской тактике привело к эскалации войны репрессий и казней с обеих сторон, которая нанесла серьёзный ущерб гражданскому населению. Многие из партизанских отрядов действовали сами по себе, и их операции часто были неотличимы от простого разбоя. 

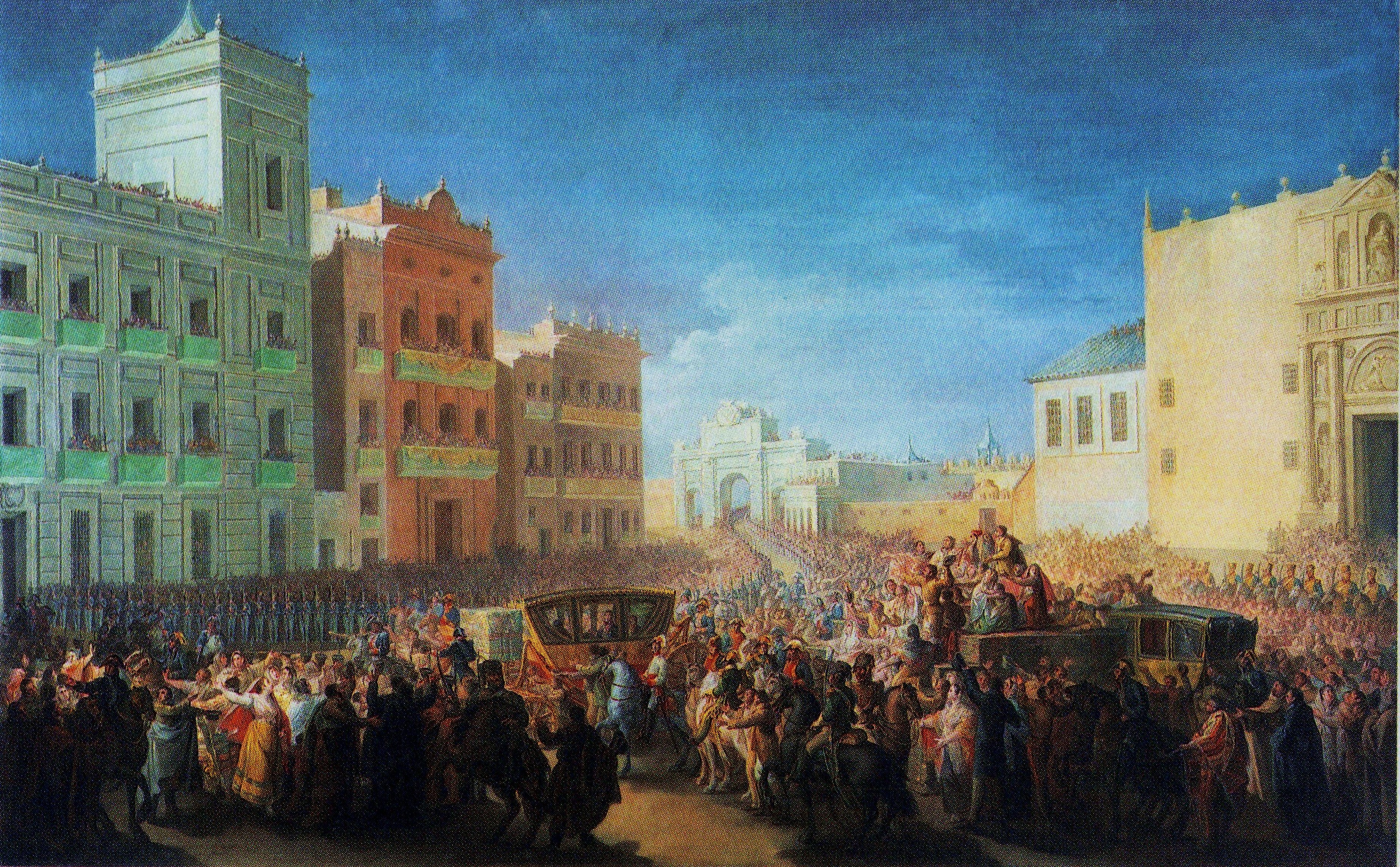
Празднование входа Фердинанда в Валенсию в 1815 году; его отказ от Конституции 1812 года привел к ряду восстаний, в том числе восстанию 1817 года во главе с де Ласи

Это привело к конфликту между де Ласи и местными каталонскими лидерами, и в январе 1813 года он переехал в Сантьяго-де-Компостела в качестве генерал-капитана Королевства Галисия. Он принял командование резервом Галисийской армии, где сосредоточил внимание на дисциплине и реорганизации. После победы союзников в Витории в июне 1813 года французы ушли из Испании, и в апреле 1814 года Фердинанд вернулся в Мадрид.

## Казнь и реабилитация
Фердинанд отверг своё предыдущее обязательство принять испанскую конституцию 1812 года и установил абсолютистский режим; Испания также столкнулась с колониальными войнами на американском континенте, которые начались в 1810 году и продолжались до 1833 года. Это дестабилизировало режим и привело к серии попыток государственных переворотов, возглавляемых де Ласи и другими офицерами, при поддержке прогрессивных граждан, часто связанных масонством. 

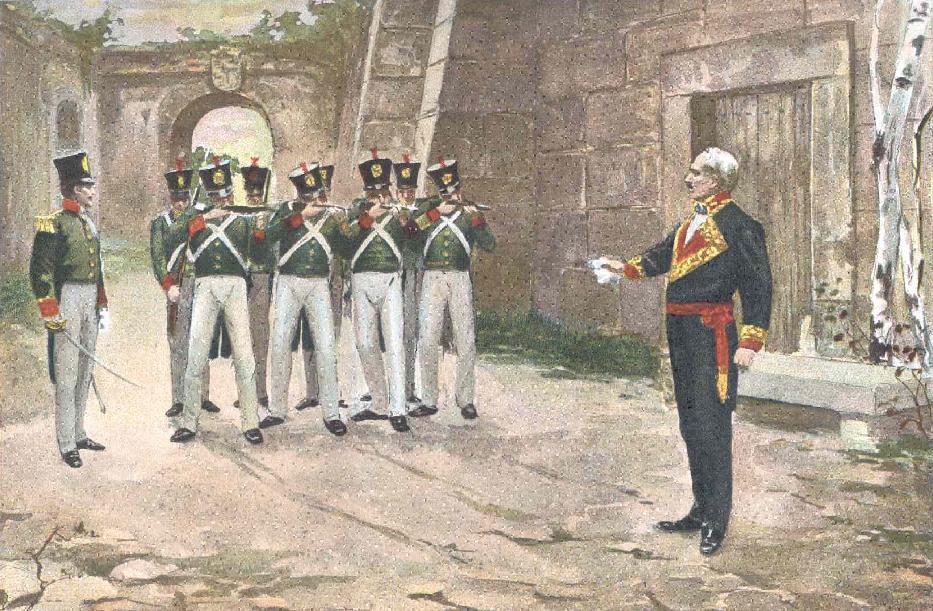
Казнь Луиса Роберто де Ласи-и-Готье, 5 июля 1817 года

После неудачных попыток в 1815 и 1816 годах де Ласи вернулся в Барселону и при содействии бывшего подчиненного, Франсиско Миланс дель Боша, спланировал ещё одну. Она началась 5 апреля 1817 года, но заговор был быстро раскрыт; де Ласи был арестован, судим военным судом и приговорён к смертной казни. После публичных протестов против приговора он был тайно доставлен в Пальму на Майорке, содержался в замке Бельвер и был расстрелян там 5 июля 1817 года.
В 1820 году восстание во главе с полковником Рафаэлем Риего заставило Фердинанда восстановить конституцию 1812 года; это положило начало «Либеральному трёхлетию», периоду либерализации, который закончился в 1823 году, когда французская армия позволила Фердинанду восстановить контроль над страной. Однако в 1820 году воссозданные генеральные кортесы объявили де Ласи мучеником; наряду с другими, включая Риего, он отмечен на мемориальной доске во Дворце Кортесов в Мадриде, которую можно увидеть и сегодня. Де Ласи был похоронен на кладбище Сан-Андреу в Барселоне.